# František Ladislav Rieger

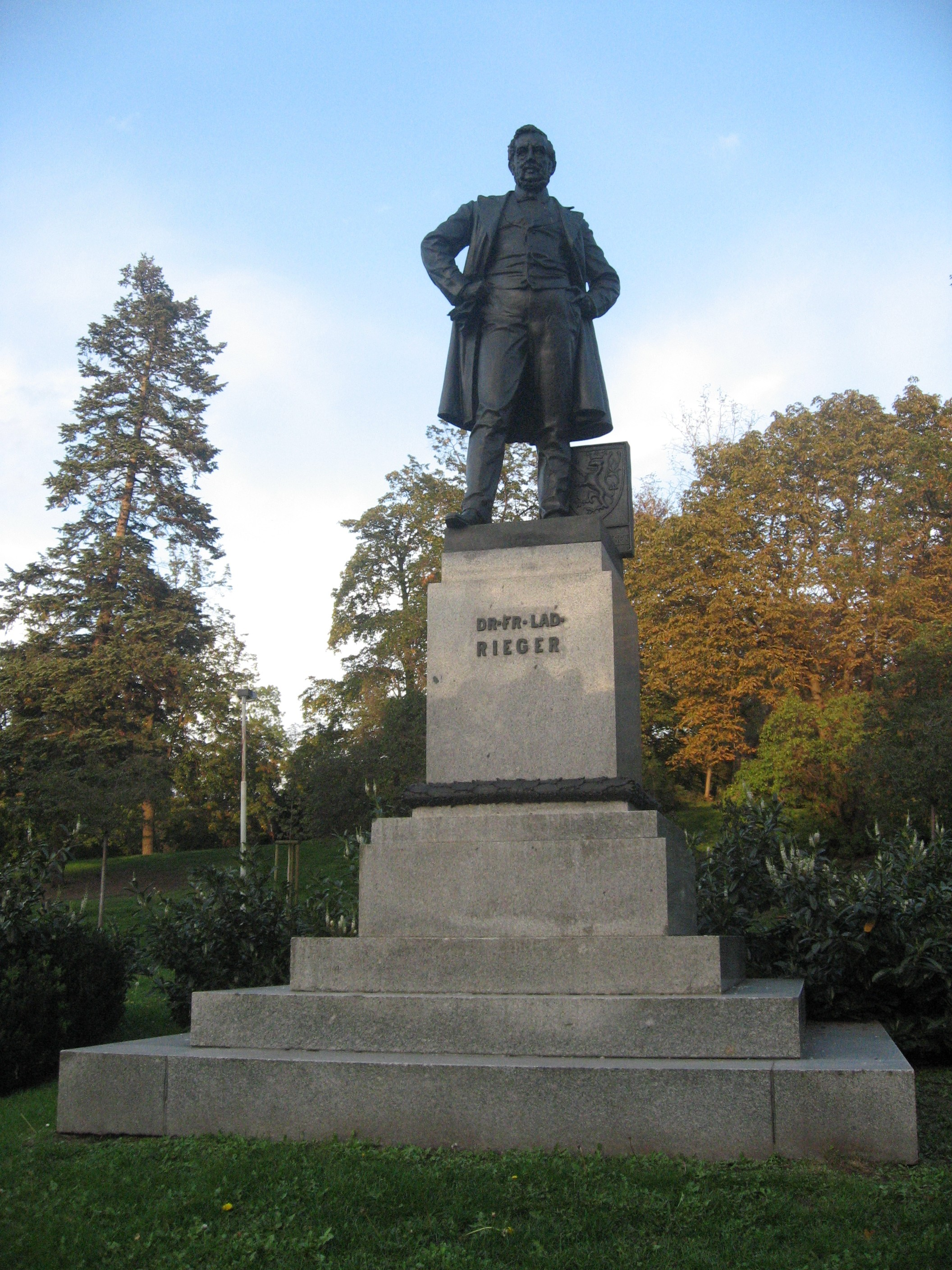
František Ladislav Rieger szobra, Josef Václav Myslbek alkotása

František Ladislav Rieger (1897 után František Ladislav Freiherr von Rieger, magyarosan Rieger Ferenc László báró) (Semily, (Csehország), 1810. december 10. – Prága, 1903. március 3.) cseh politikus.

## Életpályája
A jogot Prágában tanulta és az ottani fenyítőtörvényszéknél talált alkalmazást. Elhagyta az államszolgálatot, mert politikai perbe keveredett. Ezután a publicisztikának élt. 1848-ban hét kerület választotta az osztrák birodalmi gyűlésbe, ahol mint a szláv párt szónoka működött. A Schwarzenberg-minisztérium alatt a balpártra ment át. Az októberi diploma megjelenése után, 1860-ban, František Palackýval nyíltan a cseh nemzeti párt élére állott és federalista programot állított fel. 1863 és 1879 között a cseh-párti képviselők passzív politikát űztek, míg Rieger az ifjú-csehek által indíttatva, a cseh tartománygyűlésbe és Taaffe kormányzatának kezdetével a birodalmi gyűlésbe is belépett, ahol a kormányt támogatta. 1888-ban születése napján 100 000 frt nemzeti adományt adtak neki. 1891-ben a birodalmi gyűlési választások alkalmával kimaradt. Miután 1897 elején kilépett a passzivitásból, a Kolínban január 10-én tartott népgyűlésen újból kibontotta az ó-cseh párt zászlaját és kijelentette, hogy pártja a közelgő választásokban jelölteket fog állítani. Hangsúlyozta a németek és csehek kibékülésének és a feudális nagybirtokosokkal való egyetértésnek szükségességét.

## Írásai
Rieger cseh nyelven több közgazdasági munkát tett közzé és Ignaz Leopold Koberrel alapította a Slovník naucný című cseh nemzeti enciklopédiát, amelynek vezetésétől néhány év múlva visszalépett. 1860-ban Nizzában több közleményt irt a brüsszeli Nord számára, amelyek Les Slaves d'Autriche (Párizs, 1860) címen jelentek meg.

## Emlékezete
Emlékét park őrzi Prága Vinohrady nevű városrészében, ahol szobra is áll. (Josef Václav Myslbek alkotása).